# Abbazia di Montbenoît
L'abbazia di Montbenoît è un'abbazia benedettina situata a Montbenoît, nel dipartimento del Doubs.